# Bois-de-Gand
Bois-de-Gand è un comune francese di 63 abitanti situato nel dipartimento del Giura nella regione della Borgogna-Franca Contea.

## Società

### Evoluzione demografica
Abitanti censiti